# Моруцо
Моруцо (итал. Moruzzo) је насеље у Италији у округу Удине, региону Фурланија-Јулијска крајина.
Према процени из 2011. у насељу је живело 864 становника. Насеље се налази на надморској висини од 260 м.

## Становништво
Према резултатима пописа становништва 2011. у општини је живело 2.391 становника.
| 1951. | 1961. | 1971. | 1981. | 1991. | 2001. | 2011. |
| ----- | ----- | ----- | ----- | ----- | ----- | ----- |
| 2.264 | 2.025 | 1.848 | 2.096 | 2.128 | 2.170 | 2.391 |